# مالباسو برودكشنز
مالباسو برودكشنز (بالإنجليزية: Malpaso Productions) ، هي شركة إنتاج أفلام أمريكية، أسسها كلينت إيستوود ووكيله إرفينغ ليونارد عام 1967م ، ويقع مقرها في بربانك، كاليفورنيا، الولايات المتحدة.اسم الشركة مشتق من مالباسو كريك (تعني كلمة إسبانية "خطوة سيئة" أو "خطأ")، الواقعة جنوب كارمل باي ذا سي، كاليفورنيا. تلقى إيستوود تدريبًا أساسيًا للجيش الأمريكي في فورت أورد القريبة، حيث بقي كمنقذ حتى خروجه من الخدمة في عام 1953.في 24 ديسمبر 1967، اشترى إيستوود خمس قطع أرض تبلغ مساحتها الإجمالية 283 فدانًا (115 هكتارًا) من الأراضي على طول خليج مالباسو من تشارلز سوير.وأضاف لاحقًا المزيد من الأراضي حتى امتلك 650 فدانًا (260 هكتارًا). تحد الأرض الضفة الجنوبية لخور مالباسو من الجانب الشرقي للطريق السريع 1 إلى التلال الساحلية. وقد باعها إلى مقاطعة مونتيري في عام 1995 مقابل 3.08 مليون دولار. بالقرب من الساحل، كان هناك مسار ثم طريق يمتد من الكرمل إلى بيج سور خلال القرن التاسع عشر. يحتوي الخور على منحدرات جانبية شديدة الانحدار ولم يكن هناك سوى معبر واحد (معبر يبلغ ارتفاعه 10 أقدام فقط (3.0 م) فوق مستوى سطح البحر) حتى تم بناء جسر مالباسو كريك في عام 1935 كجزء من الطريق السريع 1.

## تأسيس
عندما وافق إيستوود على أداء دور الرجل بلا اسم في فيلم حفنة من الدولارات عام 1964، أخبره وكيل أعماله أن ذلك سيكون "خطوة سيئة" في مسيرته المهنية. كانت ثلاثية الدولارات ناجحة بشكل مدهش. بعد تصوير فيلم وير إيغلز دير عام 1968، انزعج إيستوود من الأموال التي اعتبرها مهدرة خلال هذه الإنتاجات الكبيرة. لقد أراد المزيد من التحكم الإبداعي في أفلامه وقرر إنشاء شركة إنتاج خاصة به. ورأى أن اختيار "مالباسو" كان مناسبًا.
قام إيرفينغ ليونارد، المستشار المالي لإيستوود، بتنظيم الشركة لصالح إيستوود بعد نجاح واستخدام أرباح ثلاثية الدولارات. أول فيلم أنتجوه كان فيلم هانغ إيم هايه عام 1968. شغل ليونارد منصب رئيس شركة مالباسو ومنتج مشارك لأفلام إيستوود من فيلمه حتى وفاته في عام 1969. يشتهر إيستوود بجداول التصوير الضيقة للغاية، إذ ينهي أفلامه في الموعد المحدد وفي حدود الميزانية، أو في وقت أبكر وأقل من الميزانية، عادةً في وقت أقل بكثير من معظم شركات الإنتاج. عدد قليل من شركات إنتاج الأفلام مثل هذه الشركة شاركت في استوديو واحد لإصدار الصور المتحركة. عملت شركة وارنر برذرز بيكتشرز كموزع للعديد من أفلام كلينت إيستوود التي تم إنتاجها وإخراجها وتمثيلها، وهي علاقة استمرت لما يقرب من نصف قرن وأسفرت عن أكثر من 40 فيلمًا.